# 藤一
藤 一（ふじ はじめ、別名：アニマル藤、本名：藤 正作、1945年10月30日 - ）は、日本の元力士、元プロボクサー。鹿児島県鹿児島市出身。タナカジム所属。元日本ミドル級王者。大相撲時代の四股名は藤（ふじ）、最高位は序二段43枚目。

## 経歴
1966年、プロデビュー。ラフだがパワーのあるファイターで、1968年5月6日、同じく力士出身の赤坂義昭に10回判定勝ちで日本ミドル級チャンピオンとなる。同年7月11日、笹崎那華雄に初回KO勝ちを収め初防衛に成功した。同年9月19日、2度目の防衛戦で江藤義昭に8回KO負けを喫し、王座から転落した。

## 通算戦績

### 大相撲時代
- 通算成績：10勝10敗8休（5場所）

### プロボクシング時代
26戦15勝（8KO）11敗